# Centro Ester Neapol
Centro Ester Neapol – żeński klub piłki siatkowej z Włoch. Został założony w 1978 roku z siedzibą w mieście Neapol.

## Sukcesy

### Puchar CEV
- (1999)